# Arthur Jüttner
Pour les articles homonymes, voir Jüttner.
Arthur Jüttner, né le 18 août 1908 à Kattowitz et mort le 1er décembre 2003 à Bramstedt, est un militaire allemand, Oberst durant la Seconde Guerre mondiale.
Il a notamment été décoré de la croix de chevalier de la croix de fer avec feuilles de chêne et glaives et de la croix allemande en or.